# Bezzia aegytia
Bezzia aegytia är en tvåvingeart som beskrevs av Jean-Jacques Kieffer 1924. Bezzia aegytia ingår i släktet Bezzia och familjen svidknott. Inga underarter finns listade i Catalogue of Life.